# John Anthony Brooks
John Anthony Brooks (Berlijn, 28 januari 1993) is een Amerikaans-Duits voetballer die doorgaans als centrale verdediger speelt. Hij verruilde Benfica in januari 2023 voor 1899 Hoffenheim. Brooks debuteerde in 2013 in het voetbalelftal van de Verenigde Staten.

## Clubcarrière
Brooks stroomde door vanuit de jeugd van Hertha BSC. Hiervoor debuteerde hij op 3 augustus 2012 op de eerste speeldag van het seizoen 2012/13 in de 2. Bundesliga, tegen SC Paderborn 07. Hij werd vrijwel meteen een vaste basisspeler en speelde dat jaar in totaal 29 wedstrijden. Hij hielp zijn team hierin na één jaar afwezigheid terugkeren naar de Bundesliga. Brooks scoorde op 10 augustus 2013 in zijn eerste Bundesliga-wedstrijd, tegen Eintracht Frankfurt. Hertha BSC won die wedstrijd met 6–1. Brooks speelde in vijf seizoenen 130 wedstrijden voor Hertha, waarvan 119 in de competitie. Hij mocht in 2016/17 ook aantreden in de voorronden van de Europa League. Zijn teamgenoten en hij trokken daarin aan het kortste eind tegen Brøndby.
Brooks verruilde Hertha BSC in juli 2017 voor Vfl Wolfsburg. Dat betaalde naar verluidt 20 miljoen euro voor hem, op dat moment het hoogste bedrag ooit voor een Amerikaanse voetballer. Brooks beleefde in Wolfsburg een eerste jaar vol blessures. Hij stond daardoor opgeteld 6,5 maand aan de kant. Hij groeide in 2018/19 alsnog uit tot een vaste basisspeler en bleef dat ook in de drie jaar daarna. Hij behoorde het grootste deel van die tijd met Wolfsburg tot de subtop van Duitsland. Zo speelde hij in 2019/20 alsnog zijn eerste duels in de Europa League en mocht hij in 2021/22 voor het eerst aantreden in de Champions League. Wolfsburg en hij werden vierde in en poule met Red Bull Salzburg, Lille OSC en Sevilla.
Brooks verhuisde in september 2022 transfervrij naar Benfica. Dit bleek een mismatch. Coach Roger Schmidt stelde hem in de eerste helft van 2022/23 in competitie en bekertoernooien bij elkaar vier keer op. Vaker zat hij op de bank of niet in de wedstrijdselectie. Brooks keerde daarom na vijf maanden in Portugal terug naar Duitsland en tekende bij 1899 Hoffenheim.

## Interlandcarrière
Brooks bezit zowel een Amerikaans als een Duits paspoort. Daardoor kon hij in de jeugd voor zowel Verenigde Staten –20 als Duitsland –20 spelen. Hij koos er uiteindelijk voor om voor Amerika te spelen. Brooks debuteerde op 14 augustus 2013 in het Amerikaans voetbalelftal, in een oefeninterland tegen Bosnië en Herzegovina. Hij speelde de volledige wedstrijd naast Geoff Cameron en zag zijn team met 3–4 winnen dankzij een hattrick van Jozy Altidore. Brooks maakte in zijn eerste wedstrijd op het WK 2014 het winnende doelpunt tegen Ghana. Het was zijn enige optreden dat toernooi. Brooks was op 5 juni 2015 trefzeker in een oefeninterland tegen Nederland (3–4 winst). Hij maakte toen op aangeven van DeAndre Yedlin in de 70ste minuut de aansluitingstreffer bij een 3–1 achterstand. Brooks was basisspeler van het Amerikaans elftal op zowel de Gold Cup 2015 als de Copa América Centenario.

## Erelijst
| Competitie             |            |            |            |            |
| Competitie             | Aantal     | Jaren      |            |            |
| Hertha BSC             | Hertha BSC | Hertha BSC | Hertha BSC | Hertha BSC |
| ---------------------- | ---------- | ---------- | ---------- | ---------- |
| Kampioen 2. Bundesliga | 1x         | 2012/13    |            |            |
| Benfica                |            |            |            |            |
| Kampioen Primeira Liga | 1x         | 2022/23    |            |            |

1 Baumann  ·
2 Hranáč ·
3 Kadeřábek ·
4 Østigård ·
5 Kabak ·
6 Prömel ·
7 Bischof ·
8 Geiger ·
9 Bebou ·
13 Lenz ·
14 Orban ·
15 Gendrey ·
16 Stach ·
17 Tohumcu ·
18 Samassékou ·
19 Jurásek ·
20 Becker ·
21 Bülter ·
22 Prass ·
23 Hložek ·
25 Akpoguma ·
26 Tabaković ·
27 Kramarić ·
29 Touré ·
32 Busk ·
33 Moerstedt ·
34 N'Soki ·
35 Chaves ·
36 Petersson ·
52 Mokwa ·
53 Yardımcı ·
Coach: Ilzer
· Assistent-coach: Hübner
· Keeperstrainer: Stolz
1 Howard ·
2 Yedlin ·
3 Gonzalez ·
4 Bradley ·
5 Besler ·
6 Brooks ·
7 Beasley ·
8 Dempsey ·
9 Jóhannsson ·
10 Diskerud ·
11 Bedoya ·
12 Guzan ·
13 Jones ·
14 Davis ·
15 Beckerman ·
16 Green ·
17 Altidore ·
18 Wondolowski ·
19 Zusi ·
20 Cameron ·
21 Chandler ·
22 Rimando ·
23 Johnson ·
Coach: Klinsmann